# شمیل زاوروف
شمیل زاوروف (روسی: Шамиль Магомедович Завуров؛ زادهٔ ۴ ژوئیهٔ ۱۹۸۴) ورزشکار هنرهای رزمی ترکیبی اهل روسیه است. وی بین سال‌های ۲۰۰۴ تا ۲۰۲۱ میلادی فعالیت می‌کرد.